# Nordlig kamvingesvala
Nordlig kamvingesvala (Stelgidopteryx serripennis) är en amerikansk fågel i familjen svalor inom ordningen tättingar.

## Utseende
Nordlig kamvingesvala är en rätt bredvingad och kortstjärtad, gråbrun svala med en kroppslängd på 12,5–14,5 cm. Fjäderdräkten är generellt mattbrun, med sotbrun strupe utan bröstband som hos backsvalan. Undre stjärttäckarna är tydligt vita och kan till och med ses ovanifrån i flykten.
Fåglar i ett område i södra Mexiko, norra Guatemala och norra Belize (ridgwayi-gruppen, ibland behandlad som egen art) skiljer sig genom breda svarta spetsar på undre stjärttäckarna, ett ljust kragstreck bakom örontäckarna, mörkare och mer utbrett gråbrunt på flankerna, vitaktig tygel, mörkare ovansida och djupare kluven stjärt. Även lätena skiljer sig något.

## Utbredning och systematik
Nordlig kamvingesvala delas in i sex underarter med följande utbredning:
- ridgwayi-gruppen
  - Stelgidopteryx serripennis ridgwayi – stannfågel på norra Yucatánhalvön i sydöstra Mexiko (norra Campeche, Yucatán och centrala Quintana Roo)
  - Stelgidopteryx serripennis stuarti – stannfågel i södra Mexiko (södra Veracruz, norra Oaxaca och Chiapas), norra Guatemala och norra Belize
- serripennis-gruppen
  - Stelgidopteryx serripennis serripennis – häckar från sydöstra Alaska österut till södra Quebec och söderut till Kalifornien och Florida; övervintrar från Mexiko och Florida söderut till centrala Panama
  - Stelgidopteryx serripennis psammochrous – häckar från sydvästra USA (södra Kalifornien österut till sydöstra Texas) och norra till Baja California söderut till sydvästra Mexiko och möjligen El Salvador; övervintrar från sydligaste USA söderut till Panama, men den sydligaste häckpopulationen kan vara stannfåglar
  - Stelgidopteryx serripennis fulvipennis – häckar från södra Mexiko (förutom Yucatánhalvön) norrut till centrala Veracruz och söderut till södra Costa Rica; huvudsakligen stannfågel men vissa flyttar söderut till centrala Panama
  - Stelgidopteryx serripennis burleighi – stannfågel på södra Yucatánhalvön (norra Guatemala och Belize)

Sedan 2016 urskiljer Birdlife International och naturvårdsunionen IUCN ridgwayi-gruppen som den egna arten "yucatánsvala". 

## Status
Internationella naturvårdsunionen IUCN hotkategoriserar ridgwayi (inklusive stuarti) och serripennis i begränsad mening var för sig, båda som livskraftiga.